# Valea Seacă (okręg Vaslui)
Valea Seacă – wieś w Rumunii, w okręgu Vaslui, w gminie Tătărăni. W 2011 roku liczyła 35 mieszkańców.